# Caratê nos Jogos Europeus de 2015 - Kata individual masculino
A competição masculina kata do caratê nos Jogos Europeus de 2015 foi realizada no Baku Crystal Hall em 14 de junho de 2015.

## Calendário
Horário de verão do Azerbaijão (UTC+5).
| Data        | Horário | Fase                |
| ----------- | ------- | ------------------- |
| 14 de junho | 10:00   | Fase qualificatória |
| 14 de junho | 15:30   | Semifinal           |
| 14 de junho | 18:00   | Final               |

## Medalhistas
| Ouro   | ESP Hugo Quintero Capdevilla |
| Prata  | ITA Mattia Busato            |
| Bronze | TUR Mehmet Yakan             |

## Resultados

### Fase qualificatória

#### Grupo A
| Atleta                       | J | V | E | D | Pontos | Pontos | Pontos |
| Atleta                       | J | V | E | D | GP     | GC     | Dif    |
| ---------------------------- | - | - | - | - | ------ | ------ | ------ |
| ESP Hugo Quintero Capdevilla | 3 | 3 | 0 | 0 | 14     | 1      | +13    |
| ITA Mattia Busato            | 3 | 2 | 0 | 1 | 11     | 4      | +7     |
| DEN Christopher Rohde        | 3 | 1 | 0 | 2 | 5      | 10     | -5     |
| FIN Pasi Hirvonen            | 3 | 0 | 0 | 3 | 0      | 15     | -15    |

|                              | Placar |                       |
| ---------------------------- | ------ | --------------------- |
| ESP Hugo Quintero Capdevilla | 5–0    | DEN Christopher Rohde |
| ITA Mattia Busato            | 5–0    | FIN Pasi Hirvonen     |
| ESP Hugo Quintero Capdevilla | 5–0    | FIN Pasi Hirvonen     |
| FIN Pasi Hirvonen            | 5–0    | DEN Christopher Rohde |
| ITA Mattia Busato            | 5–0    | DEN Christopher Rohde |
| ESP Hugo Quintero Capdevilla | 4–1    | ITA Mattia Busato     |

#### Grupo B
| Atleta               | J | V | E | D | Pontos | Pontos | Pontos |
| Atleta               | J | V | E | D | GP     | GC     | Dif    |
| -------------------- | - | - | - | - | ------ | ------ | ------ |
| TUR Mehmet Yakan     | 3 | 3 | 0 | 0 | 14     | 1      | +13    |
| FRA Minh Dack vu Duc | 3 | 2 | 0 | 1 | 11     | 4      | +7     |
| AZE Tural Baljanli   | 3 | 1 | 0 | 2 | 5      | 10     | -5     |
| ROU Adrian Guta      | 3 | 0 | 0 | 3 | 0      | 15     | -15    |

|                      | Placar |                      |
| -------------------- | ------ | -------------------- |
| TUR Mehmet Yakan     | 5–0    | AZE Tural Baljanli   |
| FRA Minh Dack vu Duc | 5–0    | ROU Adrian Guta      |
| TUR Mehmet Yakan     | 5–0    | ROU Adrian Guta      |
| FRA Minh Dack vu Duc | 5–0    | AZE Tural Baljanli   |
| AZE Tural Baljanli   | 5–0    | ROU Adrian Guta      |
| TUR Mehmet Yakan     | 4–1    | FRA Minh Dack vu Duc |

### Finais
|  | Semifinais                   | Semifinais        |   |                      | Final                        | Final |  |
|  |                              |                   |   |                      |                              |       |  |
|  |                              |                   |   |                      |                              |       |  |
|  | ESP Hugo Quintero Capdevilla | 5                 |   |                      |                              |       |  |
|  | FRA Minh Dack vu Duc         | 0                 |   |                      |                              |       |  |
|  |                              |                   |   |                      |                              |       |  |
|  |                              |                   |   |                      |                              |       |  |
|  |                              |                   |   |                      | ESP Hugo Quintero Capdevilla | 5     |  |
|  |                              | ITA Mattia Busato | 0 |                      |                              |       |  |
|  |                              |                   |   |                      |                              |       |  |
|  |                              |                   |   |                      |                              |       |  |
|  |                              |                   |   |                      | Disputa pelo bronze          |       |  |
|  |                              |                   |   |                      |                              |       |  |
|  | ITA Mattia Busato            | 3                 |   | FRA Minh Dack vu Duc | 1                            |       |  |
|  | TUR Mehmet Yakan             | 2                 |   |                      | TUR Mehmet Yakan             | 4     |  |